# 新北市平溪區十分國民小學
新北市平溪區十分國民小學，簡稱十分國小，位於新北市平溪區十分里的一所小學。設有普通班6班，學生24人；另附設幼稚園1班8人。

## 沿革
十分國小初因礦業發展，遂於大正六年（西元1916年）創立暖暖公學校十分寮分校，初借於十分寮成安宮上課，是平溪區第一所學校。大正十年（西元1920年）改隸為平溪公學校十分寮分校，兩年後，大正十二年（西元1922年）獨立成為十分寮公學校，直到昭和十六年（西元1941年）更名為十分寮國民學校。

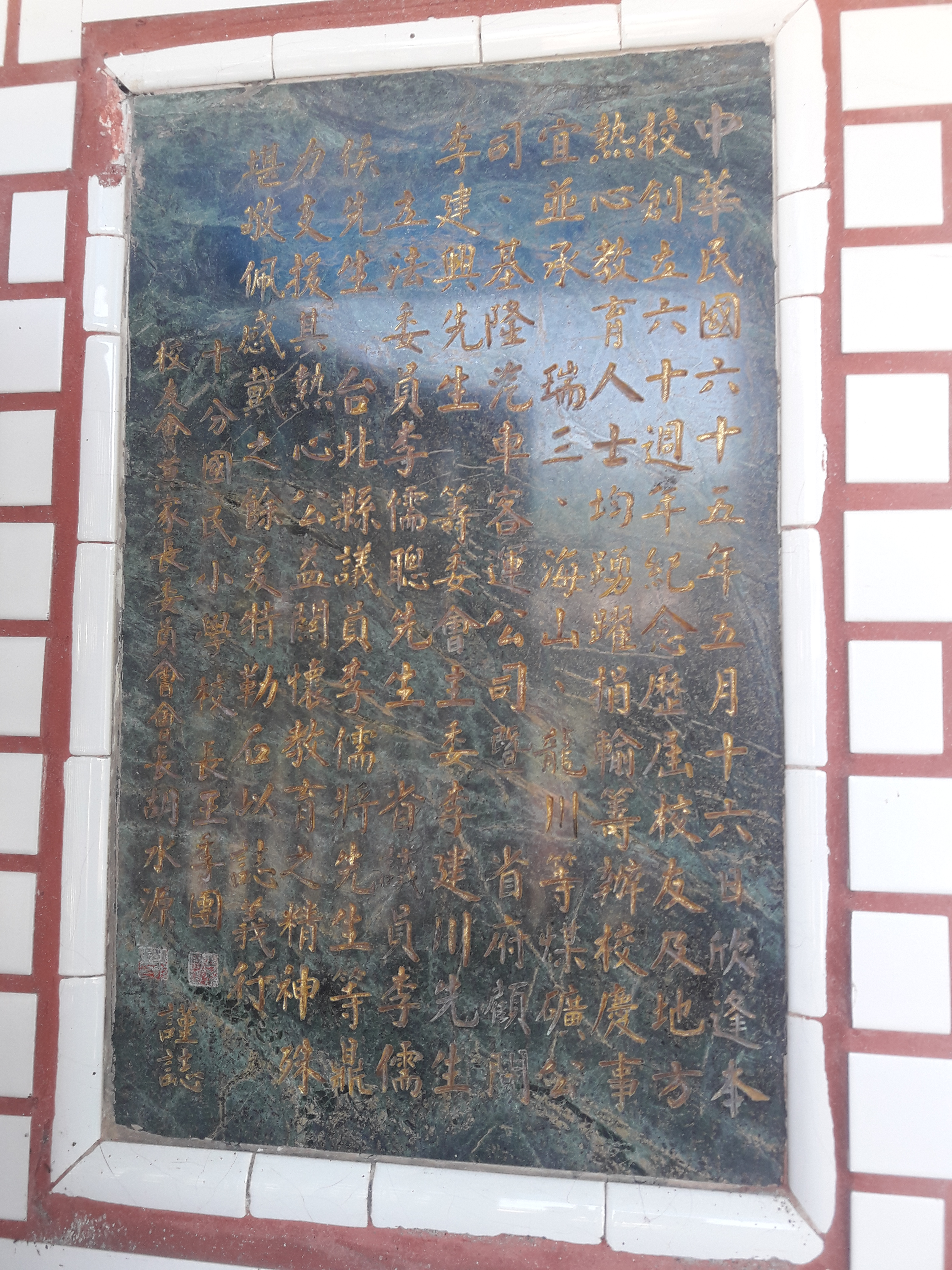
十分國小創立六十周年紀念碑

## 校史
下面列出十分國小大事記。

### 1945 年以前
- 大正6年（1916年）4月1日：創立為暖暖公學校十分寮分校。
- 大正6年（1916年）5月17日：舉行開校典禮，訂此日為校慶。
- 大正12年（1922年）4月1日：獨立為十分寮公學校。
- 昭和16年（1941年）4月1日：更名為十分寮國民學校。

### 1945 年至 1999 年
- 民國34年（1945年）10月：日本戰敗台灣光復，首任校長蘇修政就任。
- 民國34年（1945年）12月：平湖分班成立典禮（廖明進派充分班主任）。
- 民國38年（1949年）9月：制定校歌（王光平老師作詞，蘇修政校長作曲）。
- 民國59年（1970年）8月：編制為二十五班，學生數最高達到 1300 多人。[5]
- 民國60年（1971年）4月：創設五十坪寬大存書 5000 冊兒童圖書館一所。
- 民國73年（1984年）8月：在校園兩側製作「十」「分」二字，作為校園美化用。
- 民國79年（1990年）8月：設置十分國小附幼一班。
- 民國83年（1994年）8月：設置十分國小附設補校。
- 民國87年（1998年）8月：視聽教室、圖書館、幼稚園修建、屋頂防水防漏第一期工程完畢。辦理「平溪礦坑、老街、火車文化尋禮活動」。
- 民國88年（1999年）6月：生活禮儀教室完工。辦理「戀戀火車十分囍宴」。試辦九年一貫課程改革。屋頂防水防漏第二期工程完畢(加蓋琉璃鋼瓦)。

### 2000 年代以後
- 民國89年（2000年）8月：健康真情快樂自信的願景訂立。碧利斯颱風吹倒昆蟲園之老榕樹，搶修扶正。
- 民國91年（2002年）11月：納莉颱風造成學校損失慘重，國軍協助復原，四年級教室前玉蘭花樹遭強風吹倒。
- 民國92年（2003年）6月：榮獲教育部九年一貫課程全國標竿一百學校。
- 民國94年（2005年）2月：完成宿舍全面修繕工程。
- 民國95年（2006年）5月13日：擴大慶祝 90 週年校慶。老茄苳主題平台區與昆蟲園步道區、胡萬合先生紀念銅像落成揭幕。
- 民國95年（2006年）7月：252 萬校園環境改善工程完工，展現精緻優質學園 風貌。
- 民國96年（2007年）2月：天母獅子會補助幼稚園廚房設備更新。
- 民國96年（2007年）6月：藝術教室修建完工，夢想十分藝術踩街嘉年華。
- 民國97年（2008年）5月25日：榮獲臺北縣96學年校務評鑑特優。
- 民國103年（2014年）7月：新北市平溪區十分公共親子中心落成啟用。
- 民國103年（2014年）9月：設置自立午餐廚房開辦學生自立午餐。
- 民國103年（2014年）11月20日：完成快樂農場設置工程。
- 民國104年（2015年）1月6日：完成 3D 教育影片教學教室設置工程。
- 民國104年4月（2015年）: 榮獲教新北市教育局辦理104年度「新北之星」特色學校評選計畫藝術之星「特優獎」。
- 民國105年（2016年）4月13日：榮獲教育部國教署105學年度推動國民中小學營造空間美學與發展特色學校計畫「特優獎」。
- 民國105年（2016年）5月21日：辦理十分國小「十分百年十分幸福」百年校慶活動。
- 民國106年（2017年）5月1日：辦理105年度樂齡學習中心計畫經訪視輔導小組評定為「特優」。
- 民國106年（2017年）5月4日：參加新北市105年度教育111計畫榮獲「特優」。
- 民國106年（2017年）6月8日：榮獲教育部國教署106學年度推動國民中小學營造空間美學與發展特色學校計畫「特優獎」。
- 民國106年（2017年）8月1日：利一奇校長接任本校校長。
- 民國106年（2017年）9月5日：榮獲本巿106年度「新北之星」標竿學校。
- 民國107年（2018年）1月19日：榮獲本市105學年度夜光天使訪視「特優」；補救教學「優等」。
- 民國107年7月（2018年）：完成107年度校門.司令台美化工程。
- 民國107年8月（2018年）：完成107學年度混齡教學普通教室改造工程。
- 民國107年（2018年）8月14日：榮獲本市106學年健康促進學校期末成果「特優」學校。

## 歷任校長
下表列出歷任校長。
| 屆任   | 姓名       | 任職日期       | 離職日期       | 備註               |
| ------ | ---------- | -------------- | -------------- | ------------------ |
| 第1任  | 近藤郁郎   | 1916年4月1日   | 1916年9月30日  | 分校主任           |
| 第2任  | 漥田武坎   | 1917年4月1日   | 1918年11月7日  | 分校主任           |
| 第3任  | 本田達馬   | 1918年11月7日  | 1921年3月31日  | 分校主任           |
| 第4任  | 周清奇     | 1921年4月1日   | 1921年9月31日  | 分校主任           |
| 第5任  | 鳥井戶勇一 | 1921年10月1日  | 1924年4月24日  | 獨立首任校長       |
| 第6任  | 小掘吉平   | 1924年4月25日  | 1924年12月18日 | 平溪公學校校長兼任 |
| 第7任  | 原田茂     | 1924年12月18日 | 1928年3月31日  |                    |
| 第8任  | 相良五郎   | 1928年4月1日   | 1932年3月31日  |                    |
| 第9任  | 楠田捨永   | 1932年4月1日   | 1934年3月31日  |                    |
| 第10任 | 西田正重   | 1934年4月1日   | 1935年3月31日  |                    |
| 第11任 | 破川惠達   | 1938年4月1日   | 1941年3月31日  |                    |
| 第12任 | 三好要     | 1941年4月1日   | 1945年12月7日  |                    |
| 第13任 | 蘇修政     | 1945年12月7日  | 1960年10月7日  | 光復後首任校長     |
| 第14任 | 郭連三     | 1960年10月8日  | 1966年7月31日  |                    |
| 第15任 | 蔡春成     | 1966年7月31日  | 1966年12月21日 | 教導主任代理校務   |
| 第16任 | 王季團     | 1966年12月21日 | 1976年7月27日  |                    |
| 第17任 | 程司璉     | 1976年7月27日  | 1981年8月1日   |                    |
| 第18任 | 周森樵     | 1981年8月1日   | 1984年8月8日   |                    |
| 第19任 | 周松吉     | 1984年8月8日   | 1988年8月20日  |                    |
| 第20任 | 鄭秋榮     | 1988年8月20日  | 1992年7月31日  |                    |
| 第21任 | 陳順振     | 1992年8月1日   | 1997年7月31日  |                    |
| 第22任 | 鍾明盛     | 1997年8月1日   | 2000年7月31日  |                    |
| 第23任 | 羅富男     | 2000年8月1日   | 2004年7月31日  |                    |
| 第24任 | 朱玉環     | 2004年8月1日   | 2009年7月31日  |                    |
| 第25任 | 周崇儒     | 2009年8月1日   | 2012年7月31日  |                    |
| 第26任 | 廖明正     | 2012年8月1日   | 2017年7月31日  |                    |
| 第27任 | 利一奇     | 2017年8月1日   | 迄今           |                    |

## 校歌
十分國小校歌由王光平作詞、蘇修政作曲。

## 鄰近景觀
- 眼鏡洞
- 十分瀑布
- 十分車站
- 十分寮成安宮
- 胡益嘉集團5,600坪超大豪宅
- 胡益嘉集團之哨興醫療附設豪宅
- 哨興醫療平溪院區
- 聖賢的鳥巢
- 益嘉老人院

## 資料來源
1. 1 2  . 新北市平溪區十分國民小學.   [2017年9月25日] （中文（臺灣））.
2. 1 2 3  . 新北市政府教育局校務行政系統.   [2017年9月25日] （中文（臺灣））.
3. ↑  張芮瑜. . 聯合新聞網. 2016-05-18  [2017-09-30]. （原始内容存档于2019-10-07） （中文（臺灣））.
4. 1 2 3 4  平溪鄉志編輯委員會. . 臺北縣平溪鄉公所. 1997: 第304頁,第308-314頁 （中文（臺灣））.
5. ↑  吳淑君. . 聯合新聞網. 2017-05-25  [2017-09-27]. （原始内容存档于2019-09-19） （中文（臺灣））.

## 外部連結
- （繁體中文） 新北市平溪區十分國民小學 （页面存档备份，存于）